# Jürgen Schaufuß
Jürgen Schaufuß (* 31. Dezember 1940 in Halle/Saale) ist ein ehemaliger deutscher Politiker der SPD.

## Ausbildung und Beruf
Nach dem Besuch der Volksschule und des Gymnasiums legte Jürgen Schaufuß 1961 das Abitur ab. Er besuchte danach die Pädagogischen Hochschulen in Münster und Bonn. 1964 legte er die erste Staatsprüfung für das Lehramt an Volksschulen, 1968 die zweite Staatsprüfung ab. Von 1970 bis 1973 arbeitete er als Fachleiter am Bezirksseminar für das Lehramt an Grund- und Hauptschulen in Brühl. Ab 1973 war er Rektor an der Grundschule Brühl-West. Gemäß dem Abgeordnetengesetz (AbgG NW) schied er 1980 aus dem Amt aus.

## Politik
Jürgen Schaufuß ist seit 1962 Mitglied der SPD. Von 1975 bis 1984 war er Mitglied des Kreistages des Erftkreises. 1970 wurde er Mitglied des Rates der Stadt Frechen; hier war er von 1975 bis 1988 Fraktionsvorsitzender der SPD. 1979 bis 1984 war er erster stellvertretender Bürgermeister der Stadt Frechen, ab März 1988 Bürgermeister und ab August 1996 hauptamtlicher Bürgermeister.
Schaufuß ist seit 1963 Mitglied der Gewerkschaft Erziehung und Wissenschaft. Von 1972 bis 1982 fungierte er als Vorsitzender der GEW im Erftkreis. Er war Vorsitzender des Handballsportvereins Frechen.
Jürgen Schaufuß war vom 29. Mai 1980 bis zum 31. August 1996 für den Wahlkreis 010 Erftkreis II direkt gewähltes Mitglied des 9., 10., 11. und 12. Landtags von Nordrhein-Westfalen, aus dem er vorzeitig ausschied.